# Cylindropygus ferox
Cylindropygus ferox är en urinsektsart som beskrevs av Deharveng, Potapov och Anne Bedos 2005. Cylindropygus ferox ingår i släktet Cylindropygus och familjen Isotomidae. Inga underarter finns listade i Catalogue of Life.